# Кирилл Иерусалимский
Кири́лл Иерусали́мский (Κύριλλος Ἰεροσολύμων, 315—386) — один из Отцов Церкви, епископ Иерусалимский (350—386), аскет, проповедник, который пытался поднять значение Иерусалима в качестве центра всей христианской церкви. Память этого святителя совершается в Православной церкви 18 (31) марта, в Католической церкви — 18 марта.

## Биография
Был пресвитером Иерусалимской епархии, в 350 году рукоположён в иерусалимские епископы. Иерусалим в то время находился в подчинении у митрополита Кесарийского, что вовсе не устраивало св. Кирилла. Трижды его смещали по инициативе кесарийского епископа Акакия, который требовал от Кирилла принять арианство. По случаю небесного знамения — видения Креста Господня в небе над Иерусалимом в праздник Пятидесятницы в 351 году Кирилл отправил «Послание к благочестивому царю Констанцию». Кирилл потратил много сил на умиротворение иерусалимской паствы и борьбу с еретиками, против которых подписал осуждение на II Вселенском соборе.

## Богословские взгляды
После Кирилла Иерусалимского осталось восемнадцать «Огласительных слов», истолковывающих смысл Символа веры: толкование для «во едино крещение покаяния во оставление грехов», для догматов общего православного исповедания, для «верую во единаго Бога», «Отца», «Вседержителя», «Творца небу и земли» и т. д., для всего Символа веры до конца.

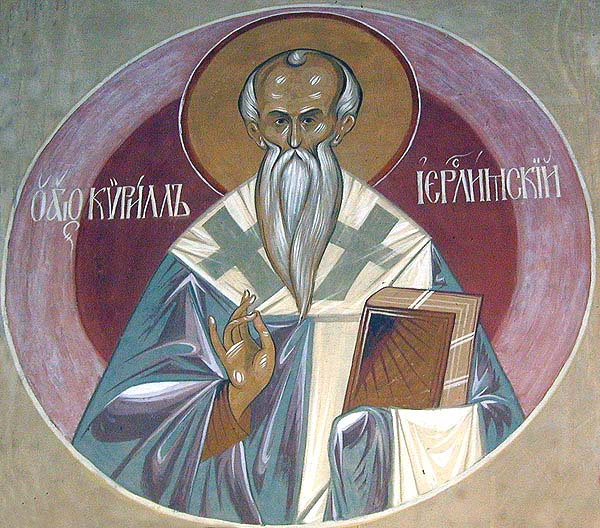
Св. Кирилл Иерусалимский, фреска

Кроме того, у него есть пять тайноводственных слов, где он истолковывает обряды совершения и смысл таинств крещения, миропомазания, елеосвящения, евхаристии и проч. Из других его творений известны «Беседа о расслабленном при купели» и «Беседы о претворении Господом воды в вино». Творения и слова Кирилла имеют важное значение в догматическом и экзегетическом отношении, однако многие оспаривают подлинность его авторства.